# Das böse Mädchen
Das böse Mädchen (span.: Travesuras de la niña mala) ist ein Roman des peruanischen Literatur-Nobelpreisträgers Mario Vargas Llosa aus dem Jahr 2006.

## Inhalt
Der 15-jährige Ricardo Somocurcio wächst in den 1950ern in Miraflores, einem Stadtteil von Lima, auf. Dort lernt er ein Mädchen kennen, das sich als Chilenin ausgibt und ihn fasziniert. Doch als ihre Lüge auffliegt, taucht sie unter.
Nach Abschluss seines Studiums verlässt Ricardo Peru und wandert als Übersetzer nach Paris aus. Dort trifft er erneut seine Jugendliebe, dieses Mal unter einem anderen Namen. Sie beginnen ein Verhältnis, das wieder dadurch endet, dass seine Geliebte ihn verlässt und an einem anderen Ort eine neue Identität annimmt. Statt an den mittellosen Ricardo bindet sie sich an Männer mit Macht und Geld, auch wenn diese Beziehungen ihr nicht gut tun. Dieses Muster wiederholt sich im Laufe der Jahrzehnte und Ortswechsel immer wieder. Selbst als Ricardo seine Geliebte heiratet, nachdem sie ein traumatisches Verhältnis mit einem japanischen Gangster hinter sich hat und gültige Papiere braucht, bewahrt dieser Umstand ihn nicht davor, erneut für einen reicheren Mann verlassen zu werden.
Doch schließlich kehrt seine Frau, von der er inzwischen herausbekommen hat, dass sie in einem Armenviertel von Lima aufgewachsen ist und Otilia heißt, zu ihm zurück. Sie ist unheilbar an Krebs samt Tumorkachexie erkrankt, ihre Schönheit zerstört. Sie überschreibt Ricardo ihre Vermögenswerte, denn endlich hat sie ihn als ihren Mann und als ihre große Liebe anerkannt – und nach einem guten Monat gemeinsamer Zeit in Madrid stirbt sie. Ihre letzte Bitte an ihren Mann ist, dass er sie in dem Buch, das er nun sicher schreiben werde, nicht zu schlecht davonkommen lassen möge.
Die Handlung spielt in Lima, kurz in Havanna, über weite Strecken in Paris, in London, Tokio und Madrid. Die zweite Hälfte des 20. Jahrhunderts und die wechselhafte Geschichte Perus, die der Erzähler nur aus der Ferne miterlebt, bilden den Hintergrund. Das Mädchen ist nicht einfach böse, sondern mit einem außergewöhnlich entwickelten Selbsterhaltungs- und Anpassungstrieb sowie mit einer besonderen Begabung für Schwindeleien ausgestattet, während der Ich-Erzähler des Romans, der gute Junge, in das bürgerliche Lager gehört. Dieser Gegensatz verhindert, dass die gegenseitige Liebe eine dauerhafte Erfüllung findet, immer nur kurz und heftig aufflackert und erst auf den letzten Seiten, in den letzten Lebenswochen des bösen Mädchens, uneingeschränkt bejaht wird.

## Einordnung
Mario Vargas Llosa bezeichnet Das böse Mädchen  als moderne Liebesgeschichte, die zum einen auf historischen Begebenheiten und zum andern auf Fantasie beruhe. Es sei sein erstes Werk, in dem die Liebe das zentrale Thema ist. Der Roman enthält autobiografische Anspielungen, selbst wenn die Personen darin fiktiv sind. In Lima, Paris, London und Madrid hat auch Llosa gelebt.

## Rezeption
Das Echo in der deutschen Presse fiel geteilt aus. Zu den Kritikpunkten zählten die flache Zeichnung der Figuren und die mangelnde Darstellung ihrer Motivation. Außerdem wurden die häufigen Wiederholungen bei Personenbeschreibungen und innerhalb der Handlung kritisiert. Die erotischen Szenen seien linkisch und aus der Perspektive eines Biedermanns beschrieben.
Trotzdem vermöge der Roman dank Llosas erzählerischem Können zu unterhalten. Er sei bewegend, belehrend und belustigend. Die Arbeit der Übersetzerin Elke Wehr wurde gelobt. Sie gebe in Stil und Idiom die Botschaft des Autors wieder.

## Deutsche Ausgaben
- Mario Vargas Llosa: Das böse Mädchen. Suhrkamp, Frankfurt am Main 2006, ISBN 3-518-41832-7.
- Mario Vargas Llosa: Das böse Mädchen. Taschenbuch, Suhrkamp, Frankfurt am Main 2007, ISBN 978-3-518-45932-4.
- Mario Vargas Llosa: Das böse Mädchen. Taschenbuch, Suhrkamp, Frankfurt am Main 2011, ISBN 978-3-518-46325-3.